# Sazman-i Rihayi Afghanistan
Sazman-i Rihayi Afghanistan er en maoistisk politisk gruppe i Afghanistan. Det blev grundlagt af Dr. Faiz Ahmad i 1973. SRA er en af mange organisationer der voksede ud af "Sholaye Javid" bevægelsen. SRA hed oprindeligt Den revolutionære gruppe for Afghanistans folk, men blev omdøbt i 1980.
I 1977 Grundlagde SRA Den revolutionære forening for kvinder i afghanistan.
i 1979 brød en gruppe ledet af Abdul Majid Kalakani ud af partiet og dannede partiet SAMA.
SRA havde mange fronte mod det Soviet unionen, og mistede over 120 medlemmer i den Sovietiske krig i Afghanistan. Dr Faiz Ahmad selv blev skudt den 12. november 1986 sammen med 6 andre kammerater.
I dag kæmper SRA mod den Amerikanske besættelse af Afghanistan, og mod Hamid Karzais regering.